# Kuknacke
Kuknacke, musikalbum av råpunkbandet Moderat Likvidation, kom ut 1993 på Distortion records. Ett samlingsalbum som ungefär innehåller alla deras låtar, inkl. live-inspelningar och en kort intervju. Släpptes på både CD och LP.

## Låtarna på albumet
1. Nitad (från Radioprogrammet Ny Våg)
2. White rastas
3. Hiroshima
4. Marionett i kedjor
5. Proggrebell
6. Brända celler
7. Tio timmar
8. Enola gay
9. Köttahuve
10. Spd
11. Kkk
12. Sne 83
13. Våld
14. Anti fag
15. TV-Intervju (Magasinet)
16. Nitad
17. Sprängd
18. Dödens barn
19. Tio timmar
20. Enola gay
21. Atombomb
22. Nitad (Live)
23. White rastas (Live)
24. Tio timmar (Live)
25. Marionett i kedjor (Live)
26. Kuknacke (Live)
27. Moderat likvidation (Live)
28. Nitad (Live)
29. Enola gay (Live)